# جیمز ساترلند براون
جیمز ساترلند براون (انگلیسی: James Sutherland Brown؛ ۲۸ ژوئن ۱۸۸۱ – ۱۹۵۱) سرتیپ نیروی زمینی کانادا بود که بیشتر به خاطر تدوین طرح دفاعی شماره ۱، یک نقشه جنگی احتمالی در سال ۱۹۲۱ برای حمله و اشغال چندین شهر مرزی آمریکا، شناخته می‌شود. آنچه که بسیار کمتر شناخته شده است، سهم قابل توجه براون در زمینه برنامه‌ریزی و لجستیک در طول خدمتش به عنوان افسر ارشد ستاد در نیروی اعزامی کانادا در جبهه غرب در طول جنگ جهانی اول است.